# Vésés (fémmegmunkálás)

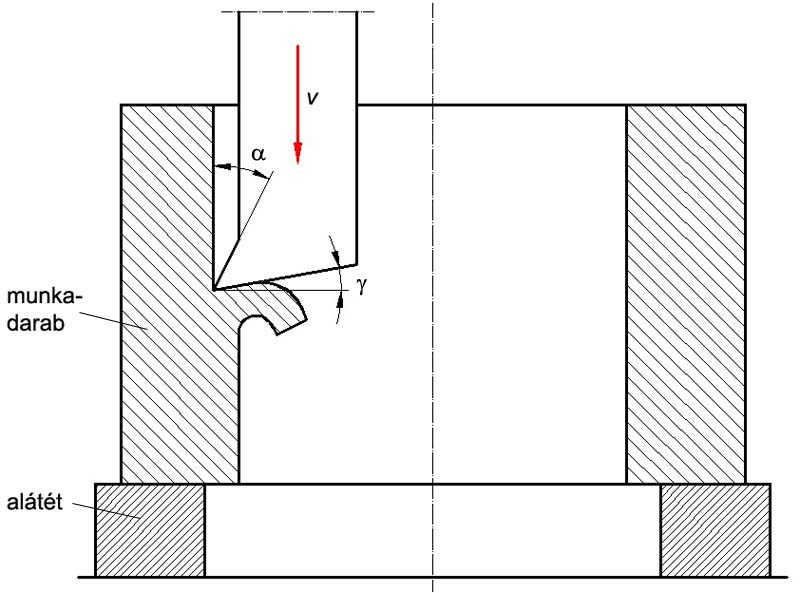
A vésés elve

A vésés egyélű szerszámmal, egyenes vonalú, váltakozó irányú főmozgással és szakaszos mellékmozgással (előtolással) végzett forgácsolás. A vésés rokon művelete a gyalulás, az ott leírtak nagy része a vésésre is érvényes. A gyalulás és a vésés közös jellemzője, hogy állandó keresztmetszetű forgács leválasztásával történik.
A vésés a munkadarab belső üregeiben levő hornyok és egyéb alakzatok megmunkálására való, sok tekintetben a gyaluláshoz hasonló. Kis termelékenységű, kevésbé pontos forgácsolási módszer. A vésés jellegzetessége, hogy a forgácsoló főmozgás párhuzamos a szerszám szárával. A főmozgást a szerszám, az előtolást a gép asztalára fogott munkadarab végzi. A vésőkéseken a kés élszögei a gyalukés élszögeihez viszonyítva szerepet cserélnek.

## Vésőgépek
A vésőgép elvileg egy függőleges elrendezésű harántgyalugép. A váltakozó irányú függőleges forgácsolómozgást (főmozgást) a szerszám, az erre merőleges, kettőslöketenkénti előtolómozgást (mellékmozgást) a munkadarab végzi a vízszintes síkban. A mellékmozgás lehet hossz- vagy keresztirányú és körmozgás is.
A főhajtómű legtöbbször fogaskerekes fokozathajtómű, amely a motortól kapott forgómozgást a kosmozgató mechanizmusnak továbbítja. A kisméretű vésőgépeken (maximális lökethossz 250 mm) forgattyús kosmozgatást alkalmaznak, a közepes nagyságú vésőgépek (maximális lökethossz 300–500 mm) kosmozgatását lengőhimbás szerkezettel biztosítják. A legnagyobb vésőgépek kosmozgatását hidraulikus szerkezettel végzik.
A mellékhajtómű a kosmozgató mechanizmusról ágazik le. A mellékhajtómű működtetése rendszerint vezérlőtárcsával vagy vezérlődobbal történik. A szánok a gépi mozgatáson kívül kézzel is mozgathatók.
A vésőgépeken úgy kell befogni a munkadarabot, hogy a szerszámnak szabad kifutása legyen, ezért a munkadarabot többnyire alátétre helyezik, és ezután végzik el a leszorítást. A kör keresztmetszetű darabokat tokmányba fogva helyezik alátétre. Ha íves felületet vagy több, egymáshoz képest adott szögben elhelyezkedő alakzatot (pl. hornyot) kell vésni, akkor körasztalra fogják fel a munkadarabot, így elvégezhető a pontos osztás.

## A vésés szerszámai
A véséshez alkalmazott szerszámok szabályos élgeometriájú, egyélű forgácsolókések, legtöbbször gyorsacél, ritkábban keményfémlapkával. A vésőszerszámoknál a kés alsó felülete a homlokfelület, ezen mérhető a homlokszög. A vésőkések méretezésekor figyelembe kell venni, hogy a főforgácsoló erő kihajlásra veszi igénybe a kés szárát. Hajlításra a mélyítő erővel kell méretezni a szerszámot. Korlátozó tényező, hogy a vésőkésnek forgácsolás közben el kell férnie a munkadarab furatában. A szerszámfej kialakítását általában a megmunkált felület alakja határozza meg.